# 折笠愛
折笠愛（日语：／ Orikasa Ai，1963年12月12日—），日本女性配音員、歌手。出身於東京都。身高154cm。B型血。

## 簡介
本名：。原屬劇團文藝座、Production baobab，現在是AXL ONE所屬。
為人熟悉的代表作品有動畫《天地無用！》系列的魎呼、《機動戰士V鋼彈》法拉·葛瑞芬&奈絲·哈夏、《桃色姊妹花》的村上櫻、《青空少女隊》的三鷹亞里莎、《幽☆遊☆白書》的桑原靜流&小兔、《哆啦A夢 (水田山葵版)》源靜香的媽媽、《小公子西迪》主角西迪〈西德瑞克·艾羅爾〉、《羅密歐的藍天》主角羅密歐、《元氣爆發伏魔金剛》主角霧隱虎太郎、《猜拳人 怪獸大決戰》主角猜拳人、《波波羅古洛伊斯物語》主角皮耶多羅、《新機動戰記鋼彈W》的卡特爾·拉巴伯·溫拿、《戰鬥陀螺》的水原馬克斯、《血界戰線》的K·K、《WORKING!!!》的小鳥遊靜；遊戲《櫻花大戰》的藤枝菖蒲、《洛克人》系列主角洛克人、《機動新撰組 萌之劍》的近藤勇子、《傳奇》系列的吉尼亞斯·賽奇等。

## 來歷、人物
小學時期參加學園祭的舞台表演時候，決定以舞台演員為將來志向，國高中時期是話劇社所屬。1980年代前半從日本電子工學院（日本工學院專門學校）演劇科畢業後。有一段時間以舞台演員身份參加劇團文藝座或劇團創演公演，直到參加1988年電視動畫《小公子西迪》主角西迪的錄音試鏡獲得入選之後才開始廣泛投入配音業界。在這之中，同時與折笠參加《小公子西迪》主角西迪錄音試鏡的有高山南、林原惠等人。此外演西迪的時候說「比起當演員的演技，注入角色的聲音讓觀眾有第一印象或許才是最重要的」。
在那之後，還曾參演過電視動畫《幽☆遊☆白書》、《羅密歐的藍天》及《天地無用！》，及遊戲《櫻花大戰》系列等等。另外，出道以來自己最投入和另人印象深刻的角色是《天地無用！》的魎呼。除了參加日本動畫的配音之外，還有廣泛參加海外電影、電視影集及動畫的日語配音，同時還有從事聲優歌手的活動。
2011年9月，離開出道以來長年從屬的Production baobab之後，立即移籍進入現在所屬的AXL ONE。
翌年2012年起，折笠與長年一起在《櫻花大戰》系列合作的高乃麗組成雙人話劇組合「月島藍調」。
特長是跳日本舞（名取）、唱歌。

### 特色
進入配音業界以來，大多為女孩、少年獻聲，不過最擅長的是性感、態度堅硬及稍微年長的大姊姊。除了演過當主角的少年之外，還演過母親的角色。其它還有像電視動畫《霸王大系龍騎士》角色哈格哈格這種神秘又奇妙的生物她也曾經演過。

### 逸事
出道以來使用「折笠愛」作為藝名是希望被大家愛著。根據本人的說法，該藝名是在舞台表演的休息時間，與工作人員一起去上廁所時而想到的。
在參演的配音作品方面，雖然演過許多少年的角色，但是在出道初期接受專訪時被問到說是一個扮演男孩聲音的女性。聽了這句話後，曾經有一時期間考慮並宣示從此以後不會再演少年。但後來發現「但因為是由女性聲優配男孩的聲音，可以想像到男孩子們心理的多種層面，這樣才能讓男生有一種天生協調一致的感覺」。關於用心理來表現的演技，還提到「如果只是把聲音託付在感情上的話，這樣就無法傳達正確觀念給觀眾」。
於《義呆利》聲演西蘭期間。其西蘭公國的爵位是經由網購所得。
曾在碁會所打工，因此會下圍棋。

## 演出
粗體字表示主要角色。

### 電視動畫
1988年
- 小公子西迪（西德瑞克·艾羅爾〈西迪〉[9]）
- 妙手小廚師（莫里斯）

1989年
- 寶馬神童（日语：青いブリンク）（少年、茱莉）
- 超時空遊俠（亞瑟、文、安東雷）
- 魔動王（卡比）
- 桃太郎傳說 PEACHBOY LEGEND（皮皮、乙姬）
- 摔角軍團〈銀河篇〉聖戰士羅賓Jr.（日语：レスラー軍団〈銀河編〉 聖戦士ロビンJr.）（瑪西·拉梅爾）

1990年
- 偶像天使陽子（永井麻里奈）
- NG騎士檸檬汽水&40（洽姆、爵士樂）
- 鴉天狗KA·BU·TO（黑沙天）
- 功夫貓黨（寶寶、伊津茂乃子）
- 幸福的三丁目（日语：三丁目の夕日）
- 櫻桃小丸子 (第1期)（班上同學、老師、廣播、丸尾同學的母親、悅子姊姊、女孩子、巴士導遊、保健室老師〈初代〉、濱崎同學〈初代〉、義雄同學、上杉瑪麗、惠比壽〈第2代〉、天氣預報大姊姊、小孩、大木、加藤）
- 天空戰記（茉莉）
- PEACH COMMAND 桃太郎傳說（ティンクル）
- 七海遊龍（庫德）
- 魔神英雄傳2（アルキデメス）
- 獨行俠（吉姆）
- 江戶之子男孩 理解太助（日语：江戸っ子ボーイ がってん太助）（緋牡丹阿龍）

1991年
- 少年劍道王直角（貴衫純[10]）
- 猜拳人（猜拳人）
- 櫻桃小丸子 (第1期)（對面的大姊姊、校內廣播、大姊姊）
- 魔法公主 明琪桃子 擁抱夢想（日语：魔法のプリンセス ミンキーモモ）（少年〈托比〉、妖精菲、雷奧那德）
- 丸出日太夫（頓馬[11]、凱莎琳、小百合）
- 意甲小旋風（日语：燃えろ!トップストライカー）（瑪利奧、索菲雅）
- 橫山光輝 三國志（獻帝〈少年時期〉）

1992年
- 踢向明天（日语：あしたへフリーキック）（森田美麗）
- 風中少女 金髮珍妮（潔西卡）
- 元氣爆發伏魔金剛（霧隱虎太郎／黃色爆發、流崎力哉的母親）
- 櫻桃小丸子 (第1期)（廣播）
- 超電動機械人 鐵人28號FX（金田陽子、正太郎少年）
- 哆啦A夢 (大山羨代版)（南西）
- 花的魔法使瑪麗貝爾（肯[12]）
- 看了就會變強 暢快！橫綱動畫 啊啊播磨灘（日语：ああ播磨灘）（前田亞希子、次郎）
- 幽☆遊☆白書（桑原靜流）
- 橫山光輝 三國志（貂蝉）

1993年
- 機動戰士V鋼彈（法拉·葛瑞芬、奈絲·哈夏）
- 幽☆遊☆白書（小兔）
- 黑色推銷員（絹子）

1994年
- 足球小將翼J（立花和夫（日语：立花兄弟））
- 蠟筆小新（松田明美）
- 麵包超人（草莓冰妹妹〈代替〉）
- 霸王大系龍騎士（哈格哈格、肯、莉梨）
- BLUE SEED（竹內涼子）
- 美少女戰鬥隊（純子）
- 魔天戰神（稻田姬[13]）

1995年
- 恐龍冒險記（日语：恐竜冒険記ジュラトリッパー）
- 獸戰士卡爾基巴（日语：獣戦士ガルキーバ）
- 新機動戰記鋼彈W（卡特爾·拉巴伯·溫拿[14]）
- 天地無用！（魎呼）
- 淘氣小愛神（阿剌克涅）
- 宇宙小毛球（天野空夫[15]）
- 羅密歐的藍天（羅密歐[16]）

1996年
- 蒙面俠蘇洛傳（雪拉）
- 機械女神J（梅幸）
- 鋼鐵神兵（米夏）
- 爆走兄弟Let's & Go!!（南條隼人）
- 名偵探柯南（淺井成實／麻生成實）
- YAT安心！宇宙旅行（日语：YAT安心!宇宙旅行）（艾蜜莉）

1997年
- VIRUS ‐VIRUS BUSTER SERGE‐（日语：VIRUS）（朵娜）
- 甜心戰士F（黑骷髏）
- 金田一少年之事件簿（香山聖子、風倉百合惠）
- 少女革命（鳳香苗）
- 新·天地無用！（魎呼）
- 大運動會（唐島由美香）
- MAZE☆爆熱時空（蘇依特·斯科尼芝）

1998年
- 機械女神J to X（梅幸）
- 聖路美娜女學院（日语：聖ルミナス女学院）
- 熱沙霸王甘達拉（日语：熱沙の覇王ガンダーラ）（陽美梅）
- 波波羅古洛伊斯物語（皮耶多羅）
- 桃色姊妹花（日语：ももいろシスターズ）（村上櫻）

1999年
- 迷糊女戰士（普琳）
- 大嘴鳥（保羅）
- 金田一少年之事件簿（若林夕雨子）
- 鋼鐵天使（天城博士）
- 六翼天使之聲（日语：セラフィムコール）（村雨綠）
- 炸彈人 彈珠人爆外傳V（海蓮娜寶）

2000年
- 銀河冒險戰記（奧瑪）
- 萬有引力（瀨口冬馬）
- 幻想魔傳 最遊記（琳崔）
- 櫻花大戰 (TV動畫)（藤枝菖蒲[17]）
- 週刊故事樂園（日语：週刊ストーリーランド）（畑中香織）
- 麵包超人（麵餅妹妹）
- 名偵探柯南（目暮綠）
- 怪獸農場 ～前往傳說之路～（日语：モンスターファーム (アニメ)）（羅曼諾夫）

2001年
- 銀河冒險戰記 the second stage（梅爾的奧瑪）
- 足球小將翼 (平成版)（三杉淳）
- 七虹香電擊作戰（α）
- 戰鬥陀螺（水原馬克斯）

2002年
- 銀河戰警（提姆）
- 攻殼機動隊 STAND ALONE COMPLEX（佐野）
- 最終兵器彼女（水樹）
- 天地無用！GXP（魎呼）
- 無敵戰鬥陀螺（水原馬克斯）

2003年
- 犬夜叉（蛇骨）
- 高橋留美子劇場（東雲的妻子、小暮松子）
  - 高橋留美子劇場 人魚之森（砂）
- 野坂昭如 戰爭童話集「成為風箏的媽媽（日语：凧になったお母さん）」（媽媽）
- 戰鬥陀螺G（水原馬克斯）
- 惑星奇航（菲·卡麥可）

2004年
- 蠟筆小新（直紀子）
- 雙戀（雛菊雅）
- 名偵探柯南（梅杜莎）

2005年
- 機動新撰組 萌之劍 TV（近藤勇子）
- Gallery Fake（日语：ギャラリーフェイク）（瑪莉安）
- Keroro軍曹（希露比）
- 甲蟲王者 森林居民的傳說（王國）
- 哆啦A夢 (水田山葵版)（源美智子/源靜香的媽媽）
- 野坂昭如 戰爭童話集「我的防空洞（日语：ぼくの防空壕）」（旁白）

2006年
- Oban Star-Racers（日语：オーバン・スターレーサーズ）（寧）
- 機神咆吼DEMONBANE（日语：斬魔大聖デモンベイン）（奈兒、喬治）
- 蠟筆小新（女首領）
- 地獄少女（阿部亞紀）
- 史上最強弟子兼一（白濱家的母親〈白濱沙織〉）
- 絲綢之路少年（日语：シルクロード少年 ユート）（尤特）
- 超級機器人大戰OG -Divine Wars-（日语：スーパーロボット大戦OG -ディバイン・ウォーズ-）（小白、蕾比·托拉）
- 怪醫黑傑克（大衛）
- 怪傑佐羅利（天使A）
- 名偵探柯南（圓谷光彥〈代替[注 2]〉、目暮綠）

2007年
- CLAYMORE（嘉拉迪雅）
- 青空下的約定 ～歡迎來到鶇寮～（淺倉奈緒子[18]）
- 逮捕令 全速前進（占卜師）
- 奔向地球（グランドマザー、伊麗莎修女、No.5）
- 桃華月憚（女將）
- 哆啦A夢 (水田山葵版)（輝夜姬）
- BLUE DROP ～天使們的戲曲～（アザナエル）
- （島村伊都子）
- 流星洛克人 Tribe（織姬）

2008年
- 海馬（莫卡、咖啡）
- 再造人卡辛 Sins（日语：キャシャーン Sins）（霍特）
- 真·戀姬†無雙（何進）
- 超能力少女 蘭（時田純平）
- 哆啦A夢 (水田山葵版)（先老師）
- 野良耳2（日语：のらみみ）（菲利夫）
- 波菲的漫長旅程（麥可·巴巴札）
- 企鵝找麻煩（山口克里斯）

2009年
- 蠟筆小新（小琳的媽媽）
- 聖劍鍛造師（露西）

2010年
- 怪談餐館（白家少女）
- Keroro軍曹（Nobibi、瞬）
- 屍鬼（桐敷千鶴）
- 真·戀姬†無雙 ～少女大亂～（何進）
- 超級機械人大戰OG -The Inspector-（古林舞、小白）
- 妖怪少爺（鉤針女）
- Heartcatch 光之美少女！（林友紀）
- 企鵝找麻煩Max（山口克里斯）

2011年
- A頻道（一井透的母親）
- C³ -魔幻三次方-（北條漸音）
- Suite 光之美少女♪（マモル）
- SKET DANCE（男孩子）
- DOG DAYS（母狐）
- 瑪莉亞狂熱 ALIVE（衹堂·瑪莉亞·伊連奈）

2012年
- 聖鬥士星矢Ω（孔雀座帕芙琳）
- 戰姬絕唱SYMPHOGEAR（花的奶奶）
- 探險托里蘭托（羅刹）
- 鄰座的怪同學（三澤京子）
- 哆啦A夢 (水田山葵版)（野比大雄的孫子）
- 夏目友人帳 肆（甘菜）

2013年
- 成年女性的動畫時間「 山本文緒」
- 〈物語〉系列 Second Season（阿良良木暦木母親）
- ONE PIECE（光月桃之助[19]）

2014年
- 愛·天地無用！（魎呼[20]）
- 抓狂徵信社（日语：ストレンジ・プラス）（美國社長[21]）
- Soul Eater Not！（米澤莉）
- WASIMO（日语：WASIMO）（媽媽）
- 星光樂園（南美莉的媽媽）

2015年
- 血界戰線（K·K[22]）
- 大家集合！法爾康學園SC（日语：みんな集まれ!ファルコム学園）（夏拉）
- 夜晚的小雙俠（小庫）
- WORKING!!!（小鳥遊靜）

2016年
- 魔法護士小麥R（劃線機怪人）
- 龍族拼圖X（安吉努）

2017年
- 海螺小姐（觀賞海豚區的導遊）
- 怪怪守護神（火之煌）
- 血界戰線 & BEYOND（K·K[23]）

2019年
- 粉彩回憶（淳）
- 龍族拼圖（鐵板君、精靈〈安吉努〉）

2020年
- 繼怪怪守護神（火之煌）
- 魔法水果籃 2nd season（謎之女）
- 強襲魔女 通往柏林之路（尼德蘭女王）
- 勇者鬥惡龍 達伊的大冒險（蕾拉）

2021年
- 魔法水果籃 The Final（草摩楝）
- 數碼寶貝幽靈遊戲（夢貘獸）

2023年
- （和子[24]）

### 電影動畫
1989年
- 麵包超人：亮晶晶星的眼淚（日语：それいけ!アンパンマン キラキラ星の涙）

1990年
- 櫻桃小丸子：友情歲月（日语：ちびまる子ちゃん (映画)）（上杉瑪麗）
- 「EIJI」（日语：「エイジ」）（草薙亞矢）

1991年
- 甘巴與水獺的冒險（日语：ガンバの冒険）
- 機動戰士鋼彈F91（桃樂絲·摩爾）

1992年
- 亞普菲蘭特（萊昂哈特王子）
- 櫻桃小丸子：我最喜歡的歌（上杉瑪麗）
- 花的魔法使瑪麗貝爾：鳳凰的鑰匙（肯）

1993年
- SD捍衛戰記鋼彈FORCE SUPER G ARMSFINAL FORMULA VS 諾姆凱薩（日语：SDコマンド戦記III_SUPER_G-ARMS#アニメ版）（特隆）
- 機動戰士SD鋼彈祭（日语：機動戦士SDガンダム）（特隆、家臣摩拉）

1996年
- 天地無用！in LOVE（魎呼）
- PIPI 無法飛的螢火蟲（日语：とべないホタル）（咪咪）
- 怪醫黑傑克劇場版 超人類（艾蓮·休瑞兒[25]）

1997年
- 機關車先生（日语：機関車先生）（美作滿）
- 天地無用！盛夏的聖誕夜（魎呼）

1998年
- 新機動戰記鋼彈W Endless Waltz 特別篇（卡特爾·拉巴伯·溫拿）
- MAZE☆爆熱時空：天變威脅的大巨人（蘇依特·斯科尼芝）

1999年
- 蠟筆小新：爆發！溫泉激烈大決戰（佛羅蘭·薰）
- 天地無用！in LOVE 2 遙遠的思念（魎呼）

2001年
- 夏日追蹤（日语：いのちの地球 ダイオキシンの夏）（安里克）
- 櫻花大戰 活動寫真（日语：サクラ大戦 活動写真）（藤枝菖蒲[26]）
- 哆啦A夢：大雄與翼之勇者（古斯基的母親[27]）

2002年
- 戰鬥陀螺 THE MOVIE 激戰！小龍VS大地（水原馬克斯）
- 名偵探柯南：貝克街的亡靈（澤田弘樹[28]、諾爾茲·亞克）
- （瀧口孝一〈少年時期〉[29]）
- ONE PIECE 珍獸島之喬巴王國（摩邦比）

2006年
- 名偵探柯南：偵探們的鎮魂歌（圓谷光彥〈代替[注 2]〉[30]）

2007年
- 異邦人 無皇刃譚（虎杖將藍的妻子）

2008年
- 劇場版 鬼太郎 日本爆裂!!（風祭華的母親）

2009年
- 蠟筆小新：春日部野生王國（環保）
- 企鵝找麻煩：幸福的青鳥（山口克里斯）

2010年
- 銀幕意呆利Axis Powers Paint it, White（塗成白色吧！）（西蘭、托尼）

2011年
- 手塚治虫的佛陀 -美麗的紅色沙漠！-（悉達多〈幼少時期〉）

2012年
- 花之詩女 GOTHICMADE（阿德姆[31]）

### OVA
1989年
- 機動戰士鋼彈0080：口袋裡的戰爭（出流原美智子[32]）
- 超人洛克（日语：超人ロック）（格林）

1991年
- 一本包丁滿太郎（日语：一本包丁満太郎）（示條味味）
- 橙路（美智）
- 熊醫生（母親）
- 硬派銀次郎（日语：硬派銀次郎）（久美子）
- 3×3 EYES（李鈴鈴）

1992年
- 愛物語 9 LOVE STORIES（日语：愛物語）（理繪）
- 永遠的法蓮娜（日语：永遠のフィレーナ）（莎拉）
- （霧隱虎太郎）
- 幻想敘譚艾爾西亞（日语：幻想叙譚エルシア）（克莉絲汀）
- 猜拳人 怪獸大決戰（猜拳人）
- 超幕末少年世紀高丸（日语：超幕末少年世紀タカマル）（煌未來）
- 天地無用！魎皇鬼 (第1期)（魎呼）
- 奧羅蘭的貓咪（瑪瑞特）
- （白鳥禮子）
- 巴比倫2世（由香）
- 哈囉刺蝟 ～殺意的領域～（四俵蘭子）
- ARMY ★COMBAT（審查官）
- 放學後的Tinker Bell（日语：放課後シリーズ）（花村部長）

1993年
- 艾爾·卡拉爾的遺產（日语：アル・カラルの遺産）（托琳）
- 我是大哥大!!（早川京子）
- 砂之薔薇 雪地默示錄（日语：砂の薔薇）（海爾加）
- 地球守護靈（莉安）
- 流星機學生霸（日语：流星機ガクセイバー）（藤井由美）

1994年
- 青空少女隊（三鷹亞里莎）
- 我是宇宙的碳礦夫（日语：おいら宇宙の探鉱夫）（女醫）
- GATCHAMAN（皮爾〈女〉）
- 新·甜心戰士（讓）
- 霸王大系龍騎士 亞迪傳說（ヒュント）
- 前進吧！PUKUPUKU號（龍之介）
- 天地無用！魎皇鬼 (第2期)（魎呼）
- 嬌娃夏生的危機（日语：なつきクライシス）（貴澄夏生）
- B.B.FISH（日语：B.B.フィッシュ）（瑪德）
- MAPS（日语：マップス (OVA)#1994年（KSS）版）（達因）

1995年
- Idol Project（日语：アイドルプロジェクト）（尤莉）
- 精靈使（日语：精霊使い）（比冴）
- 銀河少女傳說 ～哀傷的賽雷茵～（日语：銀河お嬢様伝説ユナ）
- 美少女遊擊隊Battle Skipper（日语：美少女遊撃隊バトルスキッパー）（北大路紗綾花）
- 美幸夢遊仙境（日语：不思議の国の美幸ちゃん）（崔夏貓）

1996年
- 美少女雀士II（日语：アイドル雀士スーチーパイ）（賽希爾·迪林傑）
- GALL FORCE The Revolution（日语：ガルフォース）（法依瑟）
- 新破裏拳旋風俠（日语：破裏拳ポリマー）（妮娜）
- 超人學園（日语：超人学園ゴウカイザー）
- 2（由希子）
- 火焰之紋章 紋章之謎（馬爾斯（日语：マルス (ファイアーエムブレム)）〈少年時期〉）
- BLUE SEED2（竹內涼子）
- MAZE☆爆熱時空（ソリュード·・スフォルツァ）

1997年
- 新機動戰記鋼彈W Endless Waltz（卡特爾·拉巴伯·溫拿）
- 櫻花大戰 櫻華絢爛（藤枝菖蒲）
- 大運動會（吳喬恩）
- Variable Geo（日语：ヴァリアブル・ジオ）（久保田潤）
- 鋼鐵神兵 NEO（米夏）
- 妙筆小呆（日语：フォトン (OVA)）（艾溫的姊姊）
- 機械女神J again（梅幸）

1998年
- 紺碧艦隊（川洲芳子）

1999年
- 萬有引力（瀨口冬馬）
- 最遊記（三佛神）
- 櫻花大戰 轟華絢爛（藤枝菖蒲、藤枝楓）

2000年
- KIRARA（日语：KIRARA）（朝井近平的母親）
- 快打旋風ZERO -THE ANIMATION-（羅絲（日语：ローズ (ストリートファイター)））
- 天使禁獵區（亞蕾克西兒）

2001年
- 安琪莉可 ～從聖地獻上愛～（日语：アンジェリーク トロワ）（占卜師莎拉）
- 怪童丸（日语：怪童丸）（荊木童子）

2002年
- 櫻花大戰 神崎菫 引退紀念（日语：サクラ大戦 神崎すみれ 引退記念 す・み・れ）（藤枝楓）
- 超能奇兵 Fan disc（瑪莉·珍）

2003年
- 銀河美少女 Hearts（渡和也的母親〈渡咲〉）
- 機動戰士鋼彈SEED ASTRAY（教授）
- 機動新撰組 萌之劍（近藤勇子）
- 天地無用！魎皇鬼 (第3期)（魎呼）

2004年
- Phantom -PHANTOM THE ANIMATION-（麗茲·加蘭特）

2005年
- 最終兵器彼女 Another love song（水樹）
- 超級機械人大戰ORIGINAL GENERATION THE ANIMATION（古林舞、小白）

2007年
- 交響曲傳奇 THE ANIMATION 席爾瓦蘭特篇（吉尼亞斯·賽奇）

2008年
- 柳瀨嵩童話劇場（魂膽）

2010年
- 交響曲傳奇 THE ANIMATION 迪賽雅蘭篇（吉尼亞斯·賽奇）

2011年
- 交響曲傳奇 THE ANIMATION 世界統合篇（吉尼亞斯·賽奇）

2012年
- 堀與宮村（寺島玲子[33]）

2016年
- 血界戰線（K·K）

2017年
- A頻道+smile（一井透的母親）[注 3]

### 網路動畫
2009年
- 義呆利 Axis Powers（西蘭、阿姨、東尼、皮耶爾）

2010年
- Starry☆Sky（星月琥春）

2025年
- BULLET/BULLET（エイ婆[34]、ディナー[35]）

### 遊戲
1990年
- 雀偵物語2 宇宙偵探帝邦 出動篇（神官ポン）

1992年
1993年
- 聖魔傳說3×3EYES（李鈴鈴）
- 幽☆遊☆白書 闇勝負!! 暗黑武術會（日语：幽☆遊☆白書 闇勝負!!暗黒武術会）（桑原靜流、小兔）
- 妖獸戰記 -A.D.2048-（日语：妖獣戦記）（曾我部香織）[注 4]
- 夢見館之物語（日语：夢見館の物語）（少年、鋼琴家）

1994年
- 美少女雀士II（日语：アイドル雀士スーチーパイ）（賽希爾·迪林傑）
- KO世紀三獸士 ～蓋亞復活 完結篇～（真尤妮）
- 天地無用！魎皇鬼（魎呼）
- POWER DoLLS2（埃里奧·伊格那提耶夫）
- 幽☆遊☆白書 魔強統一戰（裁判）

1995年
- 美少女雀士 Special（安西早智子）
- 美少女雀士 Limited（安西早智子）
- 美少女雀士 Remix（安西早智子）
- 安琪莉可Special（日语：アンジェリーク）（占卜師莎拉）
- 3×3 EYES ～吸精公主～（李鈴鈴、明芳累）
- Space Griffon VF-9（瑪莉亞）
- 天外魔境 真傳（八雲）
- 天外魔境 電腦絡繰格鬥傳（日语：天外魔境 電脳絡繰格闘伝）（貓姬）
- 暖暖日記（姊姊、浣熊君的母親）
- 魔法少女砂沙美（魎呼）

1996年
- 亞克傳承II（亞克·科瓦拉·普兒〈亞克〉）
- 美少女雀士II Limited（賽希爾·迪林傑）
- （艾妮莎）
- 銀河少女傳說FX 哀傷的賽雷茵（日语：銀河お嬢様伝説ユナ）（禮儀小姐D）
- 櫻花大戰（藤枝菖蒲）
- 新超級機器人大戰（日语：新スーパーロボット大戦）（法拉·葛瑞芬）
- 對戰交換方塊（日语：対戦とっかえだま）（鄔帕太、三條塚菖蒲）
- （米莉）
- （艾利克西斯）
- 傳說的皇家騎士團（デネブ·ローブ）
- 天地無用！魎皇鬼FX（魎呼）
- 天地無用！魅御理溫泉煙火之旅（魎呼）
- 東方珍遊記（菩薩博士）
- 大運動會 ～序章～（唐島由美香）
- 洛克人8 金屬英雄們（洛克人）
- （大女神）

1997年
- 亞克傳承 妖精戰士 wuth 怪物賭場（日语：アークザラッド・モンスターゲーム with カジノゲーム）（亞克·科瓦拉·普兒〈亞克〉）
- Other Life Azure Dreams（日语：アザーライフ アザードリームス）（妮可·索及）
- 綾香忍傳的一番（日语：あやかし忍伝 くの一番）（藤木霞）
- 艾爾巴雷亞的乙女（日语：アルバレアの乙女）（瑪麗亞·約瑟法·芳·拿騷）
- 黑之劍 -Blade of the Darkness-（艾妮絲）
- 櫻花大戰 蒸氣（藤枝菖蒲）
- 櫻花大戰 花組對戰方塊（日语：花組対戦コラムス）（藤枝菖蒲）
- 櫻花大戰 花組通信（藤枝菖蒲）
- 超級機器人大戰F（卡特爾·拉巴伯·溫拿）
- 天外魔境 第四默示錄（日语：天外魔境 第四の黙示録）（薩姆）
- 天地無用！連鎖必要（魎呼）
- 同級生2（篠原泉）
- （城之內環）
- Boundary Gate（梅莉莎、席妲）
- BULK SLASH（日语：バルクスラッシュ）（奈拉·薩貝及）
- Hop Step 偶像☆（早乙女裕太）
- My Dream ～On Air待（城內麗香）
- 悠久幻想曲（日语：悠久幻想曲）（艾爾·路易士）
- 洛克人賽車（日语：ロックマン バトル&チェイス）（洛克人）

1998年
- 美少女雀士發行5週年紀念限定版（賽希爾·迪林傑）
- EVE The Lost One（日语：EVE The Lost One）（莫妮卡·賽利提）
- 火星物語（日语：火星物語）（莎拉的奶奶）
- 櫻花大戰2 ～願君平安～（藤枝菖蒲）
- （賽希爾·迪林傑）
- 超級洛克人大冒險（日语：スーパーアドベンチャーロックマン）（洛克人）
- 超級機器人靈魂格鬥（日语：スーパーロボットスピリッツ）（蕾比·托拉）
- 超級機器人大戰F 完結篇（卡特爾·拉巴伯·溫拿）
- 永遠在一起（並木智香、南景子）
- 速攻學生會（日语：速攻生徒会）（本多愛）
- 雙面嬌娃（森崎真奈美）
- 墮落天使（日语：堕落天使）（結蓮）
- 聖龍戰記II（葛瑞絲）
- 電玩流行風 大運動會（唐島由美香）
- 少女之夢2（日语：ヒロイン・ドリーム）（見和麗）
- 初吻☆物語（日语：ファーストKiss☆物語）（橘美里）
- 正邪幻想史（日语：ブラックマトリクス）（瑪爾可）[注 5]
- 公主戰記（日语：プリンセスクエスト）（雀羅絲）
- 星之丘學園物語 學園祭（日语：星の丘学園物語 学園祭）（秋月伊吹）
- 真實機器人終極大戰（日语：リアルロボッツファイナルアタック）（安娜·史塔西亞）

1999年
- 亞克傳承III（日语：アークザラッドIII）（亞克·科瓦拉·普兒〈亞克〉）
- 美少女雀士III（賽希爾·迪林傑）
- 女神戰記（艾咪、J.D.沃斯、里希、米莉亞）
- SD鋼彈 G世代 ZERO（卡特爾·拉巴伯·溫拿、法拉·葛瑞芬）
- 後夜祭（日语：後夜祭）（伊藤沙繪）
- 真·魔裝機神 PANZER WARFARE（日语：真・魔装機神 PANZER WARFARE）
- 超級英雄作戰（日语：スーパーヒーロー作戦）（卡特爾·拉巴伯·溫拿）
- 超級機器人大戰完全版（小白）
- Spiritual Soul（克莉絲）
- 正邪幻想史AD（瑪爾可）[注 6]
- 人形公主2（日语：マール王国の人形姫#リトルプリンセス マール王国の人形姫2）（雀羅、莫莉絲）
- 怪獸家族（媽媽）

2000年
- AZITO 3（蝶華）
- SD鋼彈 G世代-F（卡特爾·拉巴伯·溫拿、法拉·葛瑞芬）
- 櫻花大戰 花組對戰方塊2（藤枝楓）
- 超級機器人大戰α（卡特爾·拉巴伯·溫拿、小白、法拉·葛瑞芬、蕾比·托拉）
- 青澀之戀2（日语：センチメンタルグラフティ2）（安達純）
- 天使的贈禮 馬爾王國物語（日语：マール王国の人形姫#天使のプレゼント マール王国物語）（雀羅、莫莉絲）
- 正邪幻想史+（瑪爾可）[注 7]
- 波波羅古洛伊斯物語II（日语：ポポロクロイス物語II）（皮耶多羅）
- 燃燒吧！正義學園（〈姬崎葵〉）
- 悠久組曲 All Star Project（艾爾·路易士）

2001年
- SD鋼彈 G世代-F.I.F（卡特爾·拉巴伯·溫拿、法拉·葛瑞芬）
- 超級機器人大戰α外傳（卡特爾·拉巴伯·溫拿、小白、蕾比·托拉）
- STARTLING ADVENTURES 空想3×大冒險（日语：スタートリングアドベンチャーズ 空想3×大冒険）（三平）
- 馬爾王國拼圖遊戲（雀羅）
- 全民高爾夫3（羅絲）
- 指極星（ソレイユ·セン·ポラールシュテルン）

2002年
- SD鋼彈 G世代 NEO（卡特爾·拉巴伯·溫拿、法拉·葛瑞芬、奈絲·哈夏）
- 機動新撰組 萌之劍（近藤勇子）
- 櫻花大戰4 ～戀愛吧少女～（藤枝楓）
- 純愛手札 Girl's Side（尽）
- Phantom -PHANTOM OF INFERNO- DVD（麗茲·加蘭特）

2003年
- 櫻花大戰 ～熾熱之血～（藤枝菖蒲）
- 第2次超級機器人大戰α（卡特爾·拉巴伯·溫拿）
- 交響曲傳奇（吉尼亞斯·賽奇）
- 電腦戰機Virtual-On Marz（日语：電脳戦機バーチャロン）（席爾薇·芳&SHBVD雷頓軍曹）
- 馬爾王國麻將（雀羅）
- 全民高爾夫4（羅絲）

2004年
- SD鋼彈 G世代 SEED（卡特爾·拉巴伯·溫拿、法拉·葛瑞芬）
- 機神咆吼DEMONBANE（日语：斬魔大聖デモンベイン）（奈兒、喬治）

2005年
- Another Century's Episode（卡特爾·拉巴伯·溫拿）
- 第3次超級機器人大戰α 終焉之銀河（卡特爾·拉巴伯·溫拿、古林舞）
- 時空幻境 魔幻迷宮3（日语：テイルズ オブ ザ ワールド なりきりダンジョン3）
- NAMCO x CAPCOM（沙夜、九十九）
- 幽靈王國（日语：ファントム・キングダム）（背德者沙梅洛）
- 波波羅克洛伊斯 月之戒律的冒險（皮耶多羅）
- 武藏傳II 劍聖（克羅榭）
- 幽☆遊☆白書FOREVER（日语：幽☆遊☆白書FOREVER）（桑原靜流、小兎）
- 火爆玫瑰（阿娜斯塔西亞／阿娜斯塔西亞博士）

2006年
- Another Century's Episode 2（卡特爾·拉巴伯·溫拿）
- We Are*（藤岡夏蓮）
- SD鋼彈 G世代 PORTABLE（卡特爾·拉巴伯·溫拿、法拉·葛瑞芬）
- 幻想水滸傳V（日语：幻想水滸伝V）（賽亞莉茲、理查）
- 世界傳奇 光明神話（吉尼亞斯·賽奇）
- 勇者物語 新的旅人（米莉緹）

2007年
- 美少女雀士III Remix（賽希爾·迪林傑）
- SD鋼彈 G世代 SPIRITS（法拉·葛瑞芬、奈絲·哈夏）
- 青空下的約定 -melody of the sun and sea-（淺倉奈緒子）
- THE BATTLE OF 幽☆遊☆白書 ～死鬥！暗黑武術會～ 120%（小兔）
- 超級機器人大戰OG ORIGINAL GENERATIONS（小白、古林舞、蕾比·托拉）
- 超級機器人大戰OG外傳（小白、古林舞、蕾比·托拉）
- 超級機器人大戰Scramble Commander the 2nd（日语：スーパーロボット大戦Scramble Commander the 2nd）（卡特爾·拉巴伯·溫拿）
- 經典傳奇Vol.2（日语：テイルズ オブ ファンダム Vol.2）（吉尼亞斯·賽奇）

2008年
- 幻想水滸傳 黃道之輪（日语：幻想水滸伝ティアクライス）（夏伊拉、夏姆斯）
- 超級機器人大戰A PORTABLE（卡特爾·拉巴伯·溫拿）
- 交響曲傳奇 -拉塔特斯克的騎士-（吉尼亞斯·賽奇）
- 戲劇性迷宮 櫻花大戰 ～因為有你～（日语：ドラマチックダンジョン サクラ大戦 〜君あるがため〜）（藤枝楓）
- 無限邊疆EXCEED 超級機器人大戰OG傳奇（日语：無限のフロンティア スーパーロボット大戦OGサーガ）（沙夜）

2009年
- 桃華月憚 -光風的陵王-（鏡映子、諾倫三兄弟）
- SD鋼彈 G世代 WARS（卡特爾·拉巴伯·溫拿、法拉·葛瑞芬、奈絲·哈夏）
- 機動戰士鋼彈 鋼彈 VS. 鋼彈NEXT（日语：機動戦士ガンダム ガンダムVS.ガンダムNEXT）（法拉·葛瑞芬）
- 超級機器人大戰NEO（日语：スーパーロボット大戦NEO）（霧隠虎太郎、哈格哈格）
- Starry☆Sky ～in Autumn～（星月琥春、鳴子）
- 時空幻境 世界傳奇 光明神話2（日语：テイルズ オブ ザ ワールド レディアント マイソロジー2）（吉尼亞斯·賽奇）
- Memories Off 6 Next Relation（嘉神川艾莉絲）
- 命運魔杖（日语：ワンド オブ フォーチュン）（伊凡、瓦妮亞）

2010年
- Another Century's Episode:R（小白）
- 永恆的盡頭（芭芭麗拉）
- 蠟筆小新：呆呆忍者傳前進吧！春日部忍者隊！（日语：クレヨンしんちゃん おバカ大忍伝 すすめ!カスカベ忍者隊!）（公主影梅子）
- 粉紅鐘聲Continue（班奈特·科鳩爾）
- 地獄犬計畫
- 無限邊疆EXCEED 超級機器人大戰OG傳奇（日语：無限のフロンティアEXCEED スーパーロボット大戦OGサーガ）（沙夜）
- Le Ciel Bleu（邁拉）
- 命運魔杖 攜帶版（伊凡、瓦妮亞）
- 命運魔杖 ～未來序章～（伊凡、瓦妮亞）
- 命運魔杖 ～未來序章～ 攜帶版（伊凡、瓦妮亞）

2011年
- SD鋼彈 G世代 WORLD（卡特爾·拉巴伯·溫拿、法拉·葛瑞芬）
- SD鋼彈 G世代 3D（卡特爾·拉巴伯·溫拿、法拉·葛瑞芬）
- 鬼哭街（朱笑嫣）
- Starry☆Sky ～After Autumn～（星月琥春）
- 第2次超級機器人大戰Z 破界篇（卡特爾·拉巴伯·溫拿）
- 時空幻境 世界傳奇 閃耀神話3（日语：テイルズ オブ ザ ワールド レディアント マイソロジー3）（吉尼亞斯·賽奇）
- 命運魔杖2 ～時空中的默示錄～（伊凡、瓦妮亞、萊納絲、碧阿特麗斯）

2012年
- 神和戀心（日语：神さまと恋ゴコロ）（瑪莎[36]）
- 超級機器人大戰OG傳奇 魔裝機神II REVELATION OF EVIL GOD（小白）
- 聖鬥士星矢Ω 終極小宇宙（孔雀座帕芙琳[37]）
- 第2次超級機器人大戰OG（古林舞、小白）
- 第2次超級機器人大戰Z 再世篇（卡特爾·拉巴伯·溫拿））
- PROJECT X ZONE（殺女[38]、沙夜）
- 黑暗之約 -TENEBRAE-（久瀨明咲[39]）
- 命運魔杖2 FD ～獻給你的後記～（伊凡、瓦妮亞[40]）

2013年
- 獸電戰隊強龍者 !!（樂之密探拉丘洛）
- SNOW BOUND LAND（日语：SNOW BOUND LAND）（雪之女王[41]）
- 超級機器人大戰Operation Extend（霧隱虎太郎、哈格哈格、小白）[注 8]
- 青春的開端（日语：青春はじめました!）（雙葉白湯[42]）
- Tiny×Machinegun（瑪麗亞[43][44]）
- 時空幻境 交響曲傳奇 同音包（日语：テイルズ オブ シンフォニア ユニゾナントパック）（吉尼亞斯·賽奇）
- Princess Arthur（日语：Princess Arthur）（摩高斯[45]）

2014年
- 機動戰士鋼彈 極限VS. 全力爆發（日语：機動戦士ガンダム エクストリームバーサス マキシブースト）（卡特爾·拉巴伯·溫拿）
- CV ～CASTING VOICE～（日语：CV 〜キャスティングボイス〜）（戶山愛[46]）
- 碧藍幻想（灰夫人[47]）
- 3594e -三國志英歌-[48]
- 第3次超級機器人大戰Z 時獄篇（卡特爾·拉巴伯·溫拿）
- ONE PIECE 超級偉大航路之爭！X（桃之助）

2015年
- The Order:1886
- 第3次超級機器人大戰Z 天獄篇（卡特爾·拉巴伯·溫拿）
- Final Fantasy XIV：蒼天的伊修加爾德（Ascian Igeyorhm）
- ROJECT X ZONE 2：BRAVE NEW WORLD（日语：PROJECT X ZONE 2:BRAVE NEW WORLD）（沙夜、太郎助[49]、殺女）
- 波波羅古洛伊斯牧場物語（日语：ポポロクロイス牧場物語）（皮耶多羅王子[50]）
- 弧光之源 無限（日语：ルミナスアーク インフィニティ）（普雷特[51]）

2016年
- 超級機器人大戰OG THE MOON DWELLERS（古林舞、小白）

2017年
- 火焰之纹章 英雄（艾拉）

2018年
- 超級機器人大戰X-Ω（日语：スーパーロボット大戦X-Ω）（洛克人[52]）

時期未定
- 波波羅克洛伊斯物語 娜露西亞之淚與妖精之笛（皮耶多羅王子[53]）

### 外語配音

#### 電影／電視影集
| 作品年份 | 作品名稱                    | 配演角色                                 | 演員                     | 媒介                   |
| -------- | --------------------------- | ---------------------------------------- | ------------------------ | ---------------------- |
| 1972     | 海神號遇險記                | Susan Shelby                             | Pamela Sue Martin        | 朝日電視台版           |
| 1973     | 稻草人                      | 安妮·格里森                              | 佩內洛普·艾倫            | 東京電視台版           |
| 1981     | 災難水世界2                 | Allison Dumont                           | Leslie Graves            | 朝日電視台版           |
| 1983     | 新蜀山劍俠                  | 若蘭                                     | 李賽鳳                   | 朝日電視台版           |
| 1983     | 兒女繞心間                  | Joann Fray                               | Hallie Todd              | 朝日電視台版           |
| 1984     | 美國往事                    | 小時候的Deborah                          | JenniferConnelly         | VHS版本                |
| 1984     | 比佛利山警探                | －                                       | －                       | 朝日電視台版           |
| 1984     | 小氣財神                    | Janet Hollywell                          | Caroline Langrishe       | 東京電視台版／BD收錄   |
| 1985     | 翡翠森林                    | －                                       | －                       | 朝日電視台版           |
| 1985     | 狗臉的歲月!!                | Ingemar（配音時間不明）                  | Anton Glanzelius         | 影碟版本               |
| 1986     | 鱷魚先生                    | －                                       | －                       | 富士電視台版           |
| 1986     | 家有阿福                    | Brian Tanner                             | Benji Gregory            | NHK-BS2版              |
| 1986     | 佩姬蘇要出嫁                | Nancy Kelcher                            | Sofia Coppola            | 朝日電視台版           |
| 1987     | 歡樂滿屋                    | Harry Takiyama                           | Nathan Nishiguchi        | NHK教育版              |
| 1988     | 靈幻七小寶                  | 冬冬                                     | 陳彥儒                   | VHS版本                |
| 1988     | 兩小無猜                    | Karen Arnold                             | Olivia d'Abo             | NHK教育版              |
| 1988     | 納尼亞傳奇                  | Peter Pevensie                           | Richard Dempsey          | [ 注 17 ]              |
| 1989     | 親愛的，我把孩子縮小了      | Nick 'Nicky' Szalinski                   | Robert Oliveri           | 富士電視台版           |
| 1989     | 叔叔當家                    | Maizy Russell                            | Gaby Hoffmann            | 影碟版本               |
| 1990     | 太空侵略者                  | Brian Hampton                            | J.J. Anderson            | VHS版本                |
| 1990     | 機器戰警2                   | Hob                                      | Gabriel Damon            | 朝日電視台版           |
| 1990     | 飛越比佛利                  | 第1季：Marian、Curtis第10季：Robin       | －                       | NHK教育版              |
| 1990     | 小鬼當家                    | 凱文·麥卡利斯特                          | 麥考利·克金              | 影碟版本、朝日電視台版 |
| 1991     | 火箭手                      | －                                       | －                       | 影碟版本               |
| 1991     | 爸爸                        | Melissa Watson                           | Jenny Lewis              | 東京電視台版           |
| 1992     | 菜鳥對天兵                  | Goode                                    | Deborah Moore            | 朝日電視台版           |
| 1992     | 九二神鵰之痴心情長劍        | 冰之妖精                                 | －                       | DVD版本                |
| 1992     | 小鬼當家2                   | 凱文·麥卡利斯特                          | 麥考利·克金              | 影碟／朝日電視台版     |
| 1993     | 荒野女醫情                  | Colleen                                  | －                       | NHK版                  |
| 1993     | 怒火風暴                    | Adele Foster-Trevino                     | Joey Hope Singer         | 影碟版本               |
| 1993     | 西雅圖夜未眠                | Jonah Baldwin                            | Ross Malinger            | 影碟版本               |
| 1993     | 危險小天使                  | Henry Evans                              | Macaulay Culkin          | VHS版本                |
| 1993     | 癲瘋總動員                  | Joy                                      | －                       | －                     |
| 1994     | 阿甘正傳                    | 小時候的福雷斯特·甘                      | Michael Conner Humphreys | 影碟版本               |
| 1994     | 急診室的春天                | 第1季：札克第6季：威爾遜                 | －                       | NHK版                  |
| 1995     | 真情世界                    | Dexter                                   | Joseph Mazzello          | 富士電視台版           |
| 1995     | 俏奶媽俱樂部                | Claudia Kishi                            | Tricia Joe               | 影碟版本               |
| 1996     | 警察故事4之簡單任務         | 安妮                                     | 吳辰君                   | 富士電視台版           |
| 1996     | 外星人入侵                  | Kiki                                     | Tony T. Johnson          | VHS版本                |
| 1996     | 隨身變                      | Carla Purty                              | Jada Pinkett             | 影碟版本               |
| 1996     | 綁票通緝令                  | －                                       | －                       | 朝日電視台版           |
| 1996     | 一路響叮噹                  | Jamie Langston                           | Jake Lloyd               | 富士電視台版           |
| 1997     | 烽火驚爆線                  | Annie McGee                              | Emily Lloyd              | 影碟版本               |
| 1997     | 吸血鬼獵人巴菲 (第2季)      | Grace                                    | －                       | FOX頻道                |
| 1998     | 冷血悍將                    | Natacha Kirilova                         | Katarina Witt            | 富士電視台版           |
| 1998     | 聖女魔咒 (第6季)            | Claire                                   | －                       | NHK-BS2版              |
| 1998     | 幻影特攻                    | 司徒慧藍                                 | 陳慧琳                   | DVD版本                |
| 1999     | 金剛戰士：銀河戰隊          | 卡夢恩／粉紅銀河戰士                     | 美樂蒂·珀金斯            | Super！drama TV頻道    |
| 1999     | 動物農莊 (1999年電影)       | Jessie                                   | Julia Ormond（配音）     | －                     |
| 2000     | 秘社                        | Ariella                                  | －                       | －                     |
| 2000     | 青澀禁果                    | Mieke Lomberg                            | Alexandra Schalaudek     | VHS版本                |
| 2000     | 白衣雙嬌                    | Amber                                    | －                       | DVD版本                |
| 2000     | CSI犯罪現場                 | 第2季：羅賓、基姆、雪莉第3季：金傑、莉莉 | －                       | WOWOW版                |
| 2000     | 金剛戰士：太空戰隊          | Astronema／KaroneJarvis Johnson的母親    | Melody Perkins－         | Super！drama TV頻道    |
| 2000     | 泰山傳奇                    | Beatrice Dubois                          | －                       | NHK-BS2版              |
| 2001     | 24                          | Anne Packard                             | Wendy Crewson            | 富士電視台版           |
| 2001     | Suspended Animation         | Vanessa Boulette                         | Laura Esterman           | DVD版本                |
| 2001     | 美猴王                      | 觀音菩薩                                 | 白靈                     | VHS版本                |
| 2002     | CSI犯罪現場：邁阿密 (第3季) | Melissa、Timothy                         | －                       | WOWOW版                |
| 2003     | 大長今                      | 官婢2、崔沙英/崔詩連                     | －                       | NHK版                  |
| 2003     | 重返犯罪現場                | Melinda Stone搜查官                      | Bellamy Young            | Dlife頻道              |
| 2004     | 嬰魂                        | Adam Duncan                              | Cameron Bright           | DVD版本                |
| 2004     | 聖·拉爾夫                   | Emma Walker                              | Shauna MacDonald         | DVD版本                |
| 2005     | 終極人質                    | 湯米·史密斯                              | 吉米·貝內特              | 影碟版本               |
| 2005     | 異世奇人                    | Novice Hame                              | Anna Hope                | NHK版                  |
| 2005     | 忠狗巴比傳                  | Ewan Adams                               | Oliver Golding           | STAR CHANNEL頻道       |
| 2006     | 鐵證懸案 (第4季)            | Margaret修女                             | －                       | AXN版                  |
| 2006     | 真善美                      | Marta                                    | Doreen Tryden            | DVD、BD版本            |
| 2007     | 獵人獸                      | Roy Satterly的母親                       | Diana Reis               | DVD版本                |
| 2008     | 莫德克事件簿                | 尤妮斯·麥晶蒂                            | －                       | DVD版本                |
| 2011     | 馬利與我2                   | 馬利                                     | 葛雷森·羅素              | DVD版本                |
| 2012     | Big                         | 金英玉                                   | 崔蘭                     | TBS版                  |
| 2015     | 真善美                      | 瑪塔                                     | 朵林·德萊頓              | BD版本                 |

#### 動畫
- 阿拉丁 (電影)（Waheed）
- 蝙蝠俠（少年時期的迪克·格雷森）
- 地球超人（Albany、Shaun）
- 查理布朗與史努比 (1990年版)（謝勒德）
- 狡猾飛天德（霍克〈凱蒂·李（英语：Katie Leigh）〉）
- 唐老鴨俱樂部（杜兒（英语：Huey, Dewey, and Louie）〈魯西·泰勒（英语：Russi Taylor）〉）※東京電視台、萬代版。
- 夜行神龍（Turquesa、Sola）
- 大力士（英语：Hercules (1998 TV series)）（安菲特里忒）
- 粉紅豹（Preap）
- 奎克與福呂克（英语：Quick & Flupke）（福呂克）
- 迷你樂一通（Tyrone）
- 校園嬌娃（Donna Ramon）
- 威利在哪里？（老鼠、公主 等）

### 柏青哥遊戲
2007年
- 夜勤病棟（神宮寺成美）

2012年
- 夜勤病棟壹（神宮寺成美）

### 廣播劇CD
年份不詳
- 銀河美少女 Hearts（渡サキ）
- 快傑蒸氣偵探團
- Captain HOOK love's lock.（日语：Captain HOOK love's lock.）系列（鍵穴）
- 絕對無敵雷神王對元氣爆發（非賣品）（霧隱虎太郎／黃色爆發）
- 超能奇兵 Sound Edition（瑪莉·珍）
- Tiny×Machinegun系列（瑪莉亞）
  - Tiny×Machinegun搜査檔案「THE KNOCKDOWN」
  - Tiny×Machinegun搜査檔案 FILE No.2「SHADES OF GREY」
  - Tiny×Machinegun搜査檔案 FILE No.3「BLOOD AND CIRCUSES」
- 羅密歐的藍天（羅密歐）

1991年
- 學園特警杜克萊恩（日语：学園特警デュカリオン）（長官〈妹之山殘〉、神樂）

1994年
- CD廣播劇 英雄傳說III 白髮魔女（嘉拉）

1995年
- 聖獸傳承黑暗天使（日语：聖獣伝承ダークエンジェル）（涅）
- Popful Mail Paradise 5（日语：ぽっぷるメイル#ドラマCD/ラジオドラマ）（大和）
- TARAKO PAPPARA PARADISE（大和）

1996年
- 金田一少年之事件簿 惡魔組曲殺人事件（風倉百合惠）
- 平成時間飛船（日语：平成タイムボカン） CD劇場4 （／）
- KIRARA 原聲專輯（日语：KIRARA）（的母親）
- 青空少女隊 特別篇 ～羽田·三鷹的道中（三鷹亞里莎）

1997年
- 萬有引力系列（瀨口冬馬）
- 花之飛鳥組！外傳（日语：花のあすか組!#ドラマCD外伝）（春日）
- 十二國記 東之海神 西之滄海（驪媚）
- 速攻學生會2（日语：速攻生徒会）（本多愛）

1998年
- 速攻學生會 SOUND TRACKS（本多愛）
- 愛與由美的啊啊新天地！被騙的二人旅行，溫泉煙火殺人事件（日语：愛と由美のあぁぁ新天地!）
- Arc The Lad II（日语：アークザラッドII） 炎之亞克（亞克·科瓦拉·普兒〈亞克〉）

1999年
- 天使禁獵區系列（亞蕾克西兒）

2000年
- 青出於藍 音繪卷、電腦繪卷（神樂崎雅）

2001年
- 青出於藍 歌繪卷（神樂崎雅）
- 紅茶王子II（日语：紅茶王子）（賽倫）

2002年
- 闇河魅影（赫蒂）

2003年
- KIRAI（花田百合子）
- 真綿王國（殿上雄太）

2004年
- 廣播劇CD 交響曲傳奇 ～a long time ago～ 全3卷（吉尼亞斯·賽奇）
- 鬼哭街 反魂劍鬼（朱笑嫣）

2005年
- 任性可愛小情人 Vol.1（日语：ワガママだけど愛しくて）（高見春水、高見奈美）
- 殭屍屋麗子（日语：ゾンビ屋れい子）（水桃）
- 超級機器人大戰OG THE SOUND CINEMA VOL.1－3（古林舞、小白）

2007年
- 東京★純愛奇緣（一條寺涼子）

2008年
- 潮男高校 1、3（福原綾子）

2009年
- 廣播劇CD 神、風（楓）
- 義呆利 廣播劇CD vol.2（西蘭）

2011年
- 超級機器人大戰OG -The Inspector- 廣播劇CD VOL.1（小白）

2012年
- 廣播劇CD 輕小說王子☆聖也（峰岸洋子[54]）

#### 朗讀CD
- Starry☆Sky×數羊晚安系列「月下」（星月琥春）

### 廣告
- 元氣小子 BD-BOX（霧隱虎太郎）

### 特攝影集
2005年
- 牙狼〈GARO〉（魔導具希露瓦的聲音）

2013年
- 獸電戰隊強龍者（樂之密探拉丘洛的聲音、喜美子的母親[55]）
- 劇場版 獸電戰隊強龍者 GABURINCHO OF MUSIC（樂之密探拉丘洛的聲音[56]）

2014年
- 歸來的獸電戰隊強龍者 100 YEARS AFTER（賢神實習生拉丘洛的聲音）
- 獸電戰隊強龍者 VS Go Busters 恐龍大決戰！再見永遠的朋友啊（樂之密探拉丘洛的配音[57]）
- 絶狼〈ZERO〉-BLACK BLOOD-（魔導具希露瓦的聲音[58]）

2015年
- 烈車戰隊特急者 VS 強龍者 THE MOVIE（拉丘洛的聲音[59]）

2017年
- 獸電戰隊強龍者BRAVE（拉丘洛的配音[60]）
- 絶狼〈ZERO〉-DRAGON BLOOD-（魔導具希露瓦的聲音）

### 電視劇
- KIRARA（日语：KIRARA）（1996年，朝日電視台）

### 電影
- 文部省選定 防犯教育錄影帶電影
- SUPER VOICE WORLD

### 教育、綜藝節目
- 開啟吧！朋基基（日语：ひらけ!ポンキッキ）（富士電視台）內單元節目
- （NHK教育）（くらまノビロー）
- 咚次酷啪 ～音樂時間～（日语：どぅんつくぱ〜音楽の時間〜）（富士電視台）（DJ）
- （NHK BS Premium）（パックン）

### 廣播節目
※記號表示說明網路廣播。
年份不詳
- 天地無用！（文化放送：月日不詳）
- 折笠愛的月光咖啡廳（KBS京都：月日不詳）
- 櫻花大戰 有樂町帝擊通信局（日本放送：月日不詳）

1995年
- 秘密的天地無用！（日语：秘密の天地無用!）（10月14日－1997年4月6日）

1997年
- 愛與由美的啊啊新天地！（日语：愛と由美のあぁぁ新天地!）（4月13日－1999年10月3日）

2013年
- 折笠愛與田中一成的I's Bar （页面存档备份，存于）（與同行田中一成共同主持，2013年4月－2015年12月，隔週五於官方網站進行配信）※

### 廣播劇
年份不詳
- VOMIC （砂原守）

1994年
- 火星物語（日语：火星物語）（莎拉的奶奶）

2008年
- VOMIC 屍鬼（田中昭）
- VOMIC 靈能力者 小田霧響子的謊言（高島彩子）

2012年
- VOMIC 11分之1（日语：1/11 じゅういちぶんのいち）（安藤空的母親）

### 其它
- 每日放送 （『小林家的車子』『會說可怕又動聽故事的男子』『被招待的女子』）

## 音樂作品

### 單曲
| 枚數 | 發行日期       | 單曲名稱（日文名稱） | 規格編號  | 最高排名 |
| ---- | -------------- | -------------------- | --------- | -------- |
| 1st  | 1994年11月25日 | 月TRAGEDY            |           |          |
| 2nd  | 1995年9月21日  | 戀愛時空（恋愛の時空）         | PIDA-1020 |          |

### 專輯
| 枚數 | 發行日期       | 專輯名稱（日文名稱） | 規格編號   | 規格編號   | 最高排名 |
| 枚數 | 發行日期       | 專輯名稱（日文名稱） | 初回限定盤 | 通常盤     | 最高排名 |
| ---- | -------------- | -------------------- | ---------- | ---------- | -------- |
| 1st  | 1995年3月10日  | 淑女超特級           | －         | PICA-1058  |          |
| 2nd  | 1996年4月20日  | 月光咖啡廳（ムーンライトカフェ）       | －         | COCC-13347 |          |
| 3rd  | 1996年12月21日 | ROOM SERVICE         | －         | PICA-1118  |          |
| 4th  | 1997年4月19日  | 看著我（みつめて）           | －         | COCC-14165 |          |
| 5th  | 1998年9月23日  | I                    | －         | PICA-1177  |          |
| 6th  | 1999年8月25日  | Truth                | －         | PICA-1195  |          |
| 7th  | 2002年10月4日  | LeTTeR               | －         | ASCA-5002  |          |
| 8th  | 2003年12月20日 | BREATH               | －         | ASCA-5003  |          |
| 9th  | 2004年10月15日 | mono-gatari          | －         | ASCA-5004  |          |
| 10th | 2006年4月26日  | Tender Song          | ASCA-5005  | ASCA-5006  |          |

### 角色歌曲
| 發行日期 | 標題                                                                     | 名義                                                           | 曲名              | 備註                                              |
| 1994年   | 1994年                                                                   | 1994年                                                         | 1994年            | 1994年                                            |
| -------- | ------------------------------------------------------------------------ | -------------------------------------------------------------- | ----------------- | ------------------------------------------------- |
| 9月2日   | BLUE SEED 國土管理室宴會紀念號                                           | 竹內涼子（折笠愛）                                             | 「Lock！My door」 | 電視動畫《BLUE SEED》相關歌曲                     |
| 1995年   |                                                                          |                                                                |                   |                                                   |
| 4月29日  | My sin                                                                   | 竹內涼子（折笠愛）                                             | 「My sin」        | 電視動畫《BLUE SEED》相關歌曲                     |
| 11月22日 | 電波的海原                                                               | 折笠愛、高田由美                                               | 「電波海原」      | 廣播節目《秘密之天地無用！》主題歌                |
| 11月22日 | 電波的海原                                                               | 折笠愛、高田由美                                               | 「苦」            |                                                   |
| 1996年   |                                                                          |                                                                |                   |                                                   |
| 11月21日 | BLUE SEED TOO                                                            | 國木田大哲（大塚明夫）、竹內涼子（折笠愛）                     | 「二人夜明」      | OVA《BLUE SEED2》第3卷片尾主題曲                  |
| 1997年   |                                                                          |                                                                |                   |                                                   |
| 6月25日  | 魅惑的新天地                                                             | 折笠愛、高田由美                                               | 「魅惑新天地」    | 廣播節目《愛與由美的啊啊新天地！》主題歌          |
| 6月25日  | 魅惑的新天地                                                             | 折笠愛                                                         | 「初味」          |                                                   |
| 1998年   |                                                                          |                                                                |                   |                                                   |
| 6月17日  | 悠久幻想曲 角色系列VOL.3 艾爾·路易士                                     | 艾爾·路易士（折笠愛）                                          | 「」              | 遊戲《悠久幻想曲》                                |
| 1999年   |                                                                          |                                                                |                   |                                                   |
| 1月17日  | 初吻☆物語 形象歌曲book                                                   | 橘美里（折笠愛）                                               | 「Playback Blue」 | 遊戲《初吻☆物語》相關歌曲                         |
| 2001年   |                                                                          |                                                                |                   |                                                   |
| 4月27日  | 青出於藍 歌繪卷                                                          | 神樂崎雅（折笠愛）                                             | 「Distance」      | 廣播劇CD《青出於藍》相關歌曲                      |
| 2003年   |                                                                          |                                                                |                   |                                                   |
| 1月22日  | 萌之劍                                                                   | 近藤勇子（折笠愛）、土方歳繪（松井菜櫻子）、沖田薰（池澤春菜） | 「萌」            | 遊戲、OVA《機動新撰組 萌之劍》片頭主題曲          |
| 1月22日  | 萌之劍                                                                   | 近藤勇子（折笠愛）、土方歳繪（松井菜櫻子）、沖田薰（池澤春菜） | 「夜明」          | 遊戲《機動新撰組 萌之劍》片尾主題曲               |
| 2006年   |                                                                          |                                                                |                   |                                                   |
| 9月22日  | We Are* ～Piece of Peace～ Vol.5 藤岡夏蓮                                | 藤岡夏蓮（折笠愛）                                             | 「Superhighway」  | 遊戲《We Are*》相關歌曲                           |
| 2007年   |                                                                          |                                                                |                   |                                                   |
| 6月20日  | 電視動畫「青空下的約定 ～歡迎來到鶇寮～」 角色歌曲CD系列Vol.3 淺倉奈緒子 | 淺倉奈緒子（折笠愛）                                           | 「近距離」        | 電視動畫《青空下的約定 ～歡迎來到鶇寮～》相關歌曲 |
| 2009年   |                                                                          |                                                                |                   |                                                   |
| 4月22日  | 萌之劍／黎明／青春之祭典                                                 | 近藤勇子（折笠愛）、土方歳繪（松井菜櫻子）、沖田薰（池澤春菜） | 「青春祭」        | OVA《機動新撰組 萌之劍》片尾主題曲                |

## 腳註

## 外部連結
- 折笠愛 （页面存档备份，存于） （日語）－日本電影資料庫
- 折笠愛 （页面存档备份，存于） （日語）－allcinema（日语：allcinema）
- 折笠愛 （页面存档备份，存于） （日語）－KINENOTE
- Ai Orikasa在互联网电影资料库（IMDb）上的資料（英文）
- 折笠愛 Movie Walker （页面存档备份，存于） （日語）
- （日語）－折笠愛的官方個人部落格。
- 株式會社AXL ONE公式官網的聲優簡介 （页面存档备份，存于） （日語）
- 折笠愛的X（前Twitter） （日語）
- 折笠愛的官方部落格 （页面存档备份，存于）（2016年9月15日啟用） （日語）